# Luscious Jackson
Luscious Jackson – amerykańska żeńska grupa muzyczna grająca rock alternatywny i indie rock założona w 1991 roku w Nowym Jorku. Obecnie w skład grupy wchodzą: Jill Cunniff (wokal, gitara basowa), Gabby Glaser (wokal, gitara elektryczna) i Kate Schellenbach (perkusja). Nazwa zespołu została zainspirowana amerykańskim koszykarzem Luciousem Jacksonem.

## Dyskografia
- 1992 "In Search of Manny" [EP]
- 1994 "Natural Ingredients"
- 1996 "Fever in Fever Out"
- 1999 "Electric Honey"
- 2007 "Greatest Hits"
- 2013 "Baby DJ"
- 2013 "Magic Hour"